# Laut.de
laut.de — немецкоязычный интернет-журнал, посвящённый популярной музыке, содержит рецензии на альбомы, интервью и биографии отдельных исполнителей и музыкальных коллективов.

## История развития
Сайт laut.de был запущен в 1998 году компанией Seitenbau GmbH, разработчиком веб-сайтов из города Констанц. В 2001 году владельцем laut.de стало юридическое лицо с исполнительным директором Райнером Ханце (Rainer Henze) Laut AG, являющееся дочерней компанией Seitenbau GmbH. В июне 2005 года laut.de дал старт проекту веб-радио laut.fm. В 2015 году 25 % акционерного общества Laut AG приобрёл медиаконцерн Axel Springer AG.

## Контент
Коллектив laut.de состоит из программистов и музыкальных журналистов, число которых со временем увеличилось с 8 до нескольких десятков. Интернет-журнал посвящён в основном таким жанрах как поп-музыка, рок-музыка, альтернативная музыка, метал, хип-хоп, джаз, техно-музыка и другим направлениям. На сайте laut.de публикуются новости музыкальной сцены, информация о предстоящих концертах, интервью и биографии немецких и мировых исполнителей и музыкальных коллективов, а также профессиональные обзоры и рецензии на альбомы, синглы и саундтреки к фильмам.

## Посещаемость
Согласно данным немецкой ассоциации исследователей рынка рекламных носителей IVW, на январь 2005 года, ежемесячная аудитория laut.de составляла 1,9 млн посетителей и 9 млн просмотров страниц. По данным немецкой ассоциации интернет-маркетинга AGOF, приведённых в 2015 году, ежемесячная аудитория интернет-журнала составляла 0,8 млн посетителей. По результатам исследований средний возраст читателей интернет-журнала от 14 до 34 лет. По данным анализатора интернет-трафика Alexa более 80 % посетителей сайта из Германии, около 5 % из Австрии и около 3 % из Швейцарии.

## Награды
- «Online Redaktion 2002» — награда от Государственного института по вопросам связи земли Баден-Вюртемберг[6].
- «Digital Lifestyle Award 2008» — награда за концепцию интернет-радио laut.fm от немецкой версии журнала CHIP[7].
- «Deutschland — Land der Ideen» 2009 — в 2009 году Laut AG стало лауреатом конкурса, проводимого под покровительством Федерации немецкой промышленности и правительства Германии[8].